# Ošjak
Ošjak je nenaseljeni otočić u hrvatskom dijelu Jadranskog mora. Nalazi se u Velolučkom zaljevu, na zapadnom kraju otoka Korčule, i katastarski pripada općini Vela Luka.
Njegova površina iznosi 0,212933 km². Dužina obalne crte iznosi 1961 m, a iz mora se uzdiže 62 m.